# CV-306
La CV-306 es una carretera autonómica valenciana que comunica Rafelbuñol a la altura de la carretera CV-300 con Puzol. Pertenece a la Red de Carreteras de la Generalidad Valenciana.

## Nomenclatura

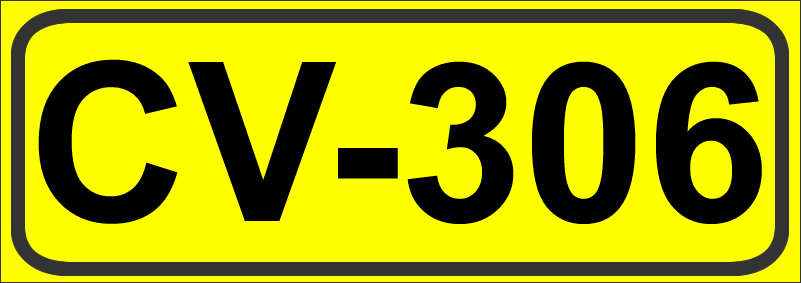
Indicador

La CV-306 pertenece a la red de carreteras de la Generalidad Valenciana. Su nombre viene de la CV (que indica que es una carretera autonómica de la Comunidad Valenciana) y el 306, es el número que recibe dicha carretera, según el orden de nomenclaturas de las carreteras de la Comunidad Valenciana.

## Historia
La CV-306 era anteriormente la carretera N-340 que une Valencia con Castellón de la Plana y Barcelona, actualmente se ha convertido en carretera autonómica y utiliza el mismo recorrido que la antigua nacional en el tramo entre Rafelbuñol y Puzol.

## Trazado
La CV-306 inicia su recorrido en la rotonda que hace de enlace con la carretera CV-300 que comunica la Autovía del Mediterráneo A-7 con Meliana, posteriormente se dirige en dirección norte bordeando la población de El Puig. Finaliza su recorrido en la localidad de Puzol.
- Datos: Q5737599